# Возобновляемая энергетика Венгрии

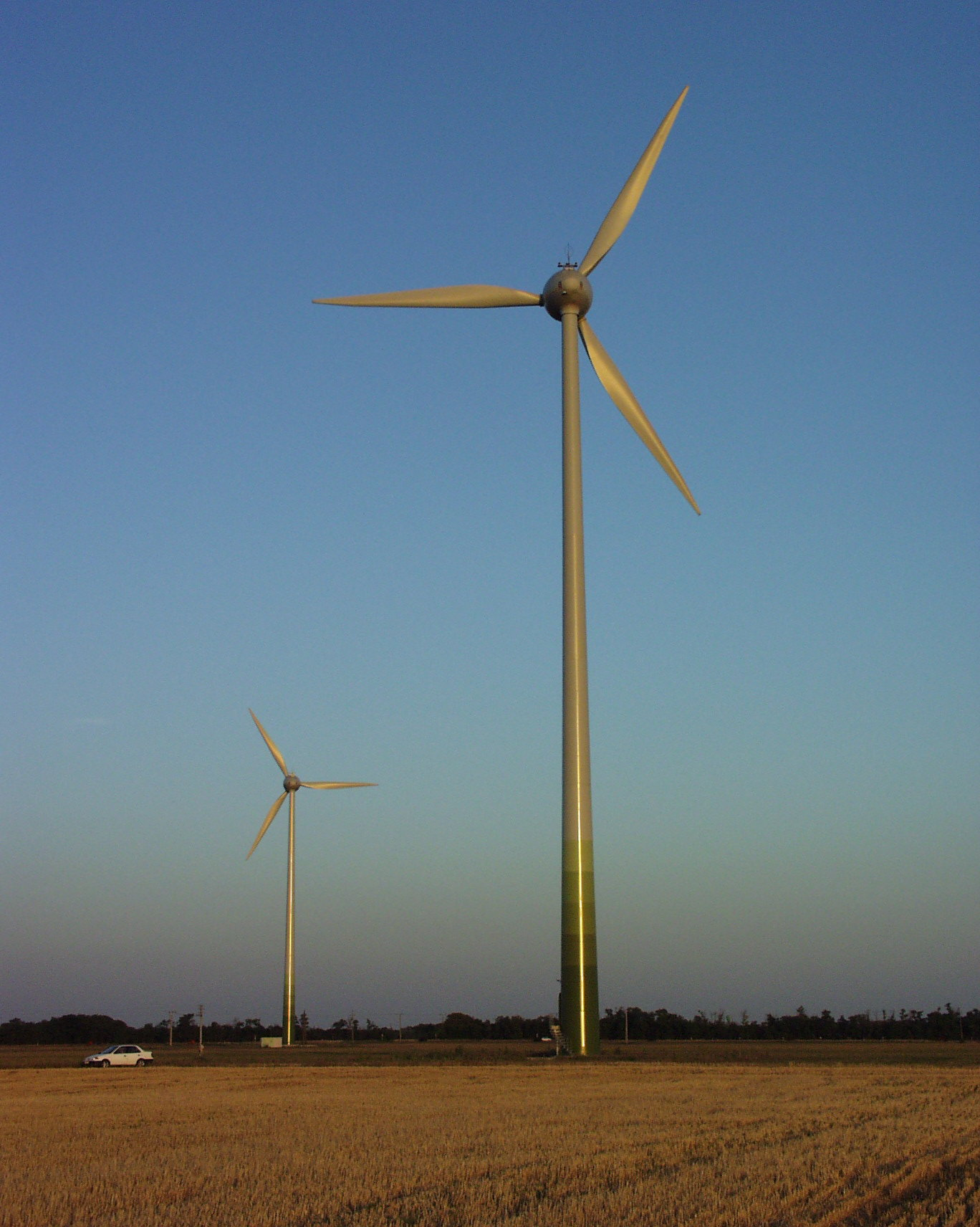
Ветряная электростанция около Мошонсолнока

Венгрия как страна-член Европейского Союза участвует в стратегии по наращиванию своей доли возобновляемой энергетики.
В 2009 году была принята Директива ЕС о возобновляемой энергетике, которая включала достижение доли в 20 % к 2020 году в Евросоюзе;
к 2030 году ветряные электростанции должны вырабатывать от 26 до 35 % всей электроэнергии в ЕС и сэкономить 56 млрд евро.
В настоящее время Венгрия является страной с наименьшей долей источников возобновляемой энергетики в ЕС (11 %, в том числе 6 % с использованием биомассы в качестве источника и 3 % с использованием энергии ветра).
В 2015 году доля возобновляемой энергетики составляла 10,5—52 % источников возобновляемой энергии составляла биомасса, 22 % — ветер, 7 % — вода, 3 % — солнечная энергия.
К 2020 году ожидается, что Венгрия достигнет отметки в 14,7 % электроэнергии, вырабатываемой альтернативными источниками (что выше первоначальной цели в 13 %). На 2022 год мощность возобновляемой энергетики составляла 3926 МВт.

## Ветряные электростанции
Решение о развитии ветроэнергетики было принято в феврале 1983 года (наиболее подходящими для строительства ВЭС являлись районы на востоке и северо-западе страны, однако возможность использования отдельных установок имелась и в других районах страны).
По прогнозам, с 2010 по 2020 года мощность, вырабатываемая ветроэлектростанциями в Венгрии, должна была вырасти на 400 МВт. В 2009 году EWEA предсказывали достижение к 2020 году Венгрией мощности в 1,2 ГВт. В 2010 году мощность составляла всего 295 МВт и никаких дальнейших тендеров не предлагалось. В 2016 году Правительство Венгрии запретило установку новых ветроэнергогенераторов. На 2022 год мощность ветроэнергетики составляла 324 МВт.
| Мощности ветроэнергетики в Венгрии и ЕС | Мощности ветроэнергетики в Венгрии и ЕС | Мощности ветроэнергетики в Венгрии и ЕС | Мощности ветроэнергетики в Венгрии и ЕС | Мощности ветроэнергетики в Венгрии и ЕС | Мощности ветроэнергетики в Венгрии и ЕС | Мощности ветроэнергетики в Венгрии и ЕС | Мощности ветроэнергетики в Венгрии и ЕС | Мощности ветроэнергетики в Венгрии и ЕС | Мощности ветроэнергетики в Венгрии и ЕС | Мощности ветроэнергетики в Венгрии и ЕС | Мощности ветроэнергетики в Венгрии и ЕС | Мощности ветроэнергетики в Венгрии и ЕС | Мощности ветроэнергетики в Венгрии и ЕС | Мощности ветроэнергетики в Венгрии и ЕС | Мощности ветроэнергетики в Венгрии и ЕС | Мощности ветроэнергетики в Венгрии и ЕС |
| No                                      | Страна                                  | 2012                                    | 2011                                    | 2010                                    | 2009                                    | 2008                                    | 2007                                    | 2006                                    | 2005                                    | 2004                                    | 2003                                    | 2002                                    | 2001                                    | 2000                                    | 1999                                    | 1998                                    |
| --------------------------------------- | --------------------------------------- | --------------------------------------- | --------------------------------------- | --------------------------------------- | --------------------------------------- | --------------------------------------- | --------------------------------------- | --------------------------------------- | --------------------------------------- | --------------------------------------- | --------------------------------------- | --------------------------------------- | --------------------------------------- | --------------------------------------- | --------------------------------------- | --------------------------------------- |
| -                                       | ЕС (27 стран)                           | 105,696                                 | 93,957                                  | 84,074                                  | 74,767                                  | 64,712                                  | 56,517                                  | 48,069                                  | 40,511                                  | 34,383                                  | 28,599                                  | 23,159                                  | 17,315                                  | 12,887                                  | 9,678                                   | 6,453                                   |
| 17                                      | Венгрия                                 | 329                                     | 329                                     | 295                                     | 201                                     | 127                                     | 65                                      | 61                                      | 17                                      | 3                                       | 3                                       | 3                                       | 0                                       | 0                                       | 0                                       | 0                                       |

## Солнечные электростанции
Развитие солнечной энергетики в стране идёт более быстрыми шагами, но при меньшей основе. К 2015 году были установлены солнечные батареи мощностью 110 МВт, в 2016 году планировалось удвоить мощности страны в этом плане. На 2019 год мощность солнечной энергетики составляла 1277 МВт. По состоянию на конец октября 2021 года установленная мощность солнечной энергетики составляла 2728 МВт. По состоянию на 2022 год установленная мощность солнечной энергетики составляла 2988 МВт. Это составляет примерно столько же, сколько единственная в Венгрии АЭС Пакш, которая вырабатывает 2000 МВ или 50 % электроэнергии вырабатываемой в Венгрии.

## Гидроэлектростанции

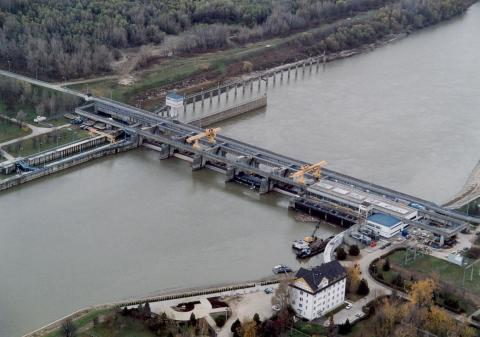
ГЭС Кишкёре

Венгрия располагается в Карпатском бассейне, поэтому водные источники энергии у неё весьма ограничены. После того, как провалился проект дамбы Габчиково — Надьмарош, строительство ГЭС в стране утратило актуальность и поддержку в обществе. Правительство Венгрии запретило Хорватии обсуждать строительство дамб на участках Дравы. В стране есть две крупнейшие ГЭС — дамбы Тисалёк и Кишкёре с мощностями 12,5 и 28 МВт соответственно. Бывшие водяные мельницы, преобразованные в гидроэлектростанции, также вырабатывают энергию. На 2022 год мощность гидроэнергетики составляла 60 МВт.

## Биогаз
В 2022 году мощность биогаза составила 85 МВт.

## Биоэнергетика
В 2022 году мощность биоэнергетики составляла 551 МВт.

## Геотермальные источники
Геотермальная энергетика используется в Венгрии для отапливания домов и промышленных районов. В Туре была построена первая геотермальная электростанция мощностью 2,6 МВт, введённая в 2017 году в эксплуатацию. На 2022 год мощность геотермальной энергетики составляла 3 МВт.